# Yosuke Matsuoka

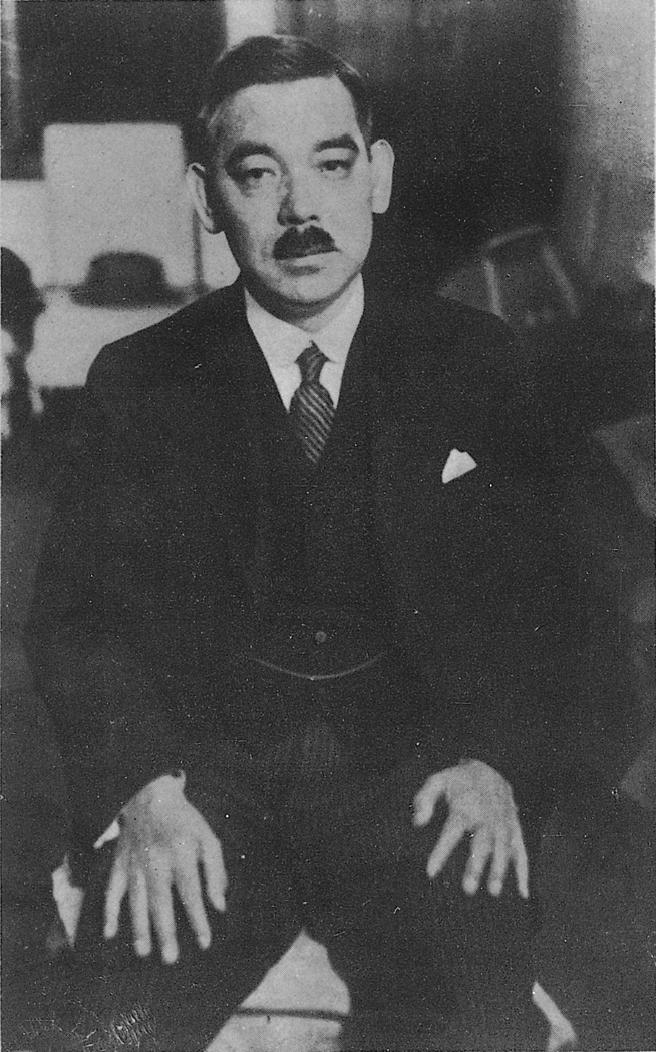
Yōsuke Matsuoka

Yōsuke Matsuoka (Japans: 松岡 洋右, Matsuoka Yōsuke) (Tokio, 3 maart 1880 - Hikari, 26 juni 1946) was een Japans politicus en diplomaat.
Matsuoka woonde van zijn dertiende tot zijn twintigste jaar bij familie in de Verenigde Staten. Hij studeerde in 1900 af in de rechten aan de Universiteit van Oregon. Terug in Japan werkte hij voor het ministerie van Buitenlandse Zaken.
Begin jaren twintig werd Matsuoka directeur van de Spoorwegmaatschappij van Mantsjoerije, die in handen was van de Japanners. In 1933 was hij Japans afgevaardigde in de Volkenbond. De publieke opinie had zich tegen Japans imperialisme in Mantsjoerije gekeerd. Hij is best bekend omwille van zijn uitdagende toespraak in 1933 in de Volkenbond waarin hij Japan beschreef als een vredelievende natie en Japans uittrede aankondigde.
Premier Fumimaro Konoe nam Matsuoka in juli 1940 in zijn kabinet op als minister van Buitenlandse Zaken. Matsuoka onderhandelde met nazi-Duitsland over de ondertekening van het Driemogendhedenpact (september 1940). Op 14 april 1940 ondertekende hij met premier Konoe het niet-aanvalsverdrag met Jozef Stalin (Sovjet-Unie). In april 1941 tekende hij als minister van Buitenlandse Zaken met de Sovjet-Unie het Neutraliteitsverdrag, maar toen Hitler hem aanbood om Japan ook deel te laten nemen aan de oorlog tegen de Sovjet-Unie bij de start van Operatie Barbarossa werd hij hiervan een groot voorstander en zette hij voortdurend druk op Konoe en de leiding van het Japanse Keizerlijke Leger om dit te accepteren. Dezen waren hiervan echter niet gecharmeerd en zetten hun streven op doelen ten zuiden van Japan. Toen Matsuoka daarop steeds luider riep om een aanval op de Sovjet-Unie en ook steeds roekelozer werd in zijn diplomatieke relaties met de VS, die hij verafschuwde, keerden Konoe en de legertop zich tegen hem. Konoe wilde op dat moment namelijk geen oorlog met de VS en besloot gezamenlijk met de Japanse militaire leiding dat Matsuoka weg moest. Konoe trad voor dit doel in juli 1941 met zijn voltallige ministerploeg, inclusief Matsuoka, af. Vervolgens werd Konoe onmiddellijk weer aangesteld als premier, waarbij hij Matsuoka verving door admiraal Teijiro Toyoda.
Na de Tweede Wereldoorlog werd Matsuoka officieel in staat van beschuldiging gesteld en voor het Proces van Tokyo gedaagd. Hij stierf echter in de gevangenis, voor het begin van het proces.

## Trivia
- De booswicht "Matsuoka" uit de Vlaamse stripreeks Nero (strip) door Marc Sleen, die onder meer opduikt in de albums Het Geheim van Matsuoka (1947), Het B-Gevaar (1948) en Het Zeespook (1948) werd vernoemd naar Yosuke Matsuoka.